# مصرف سرزمین

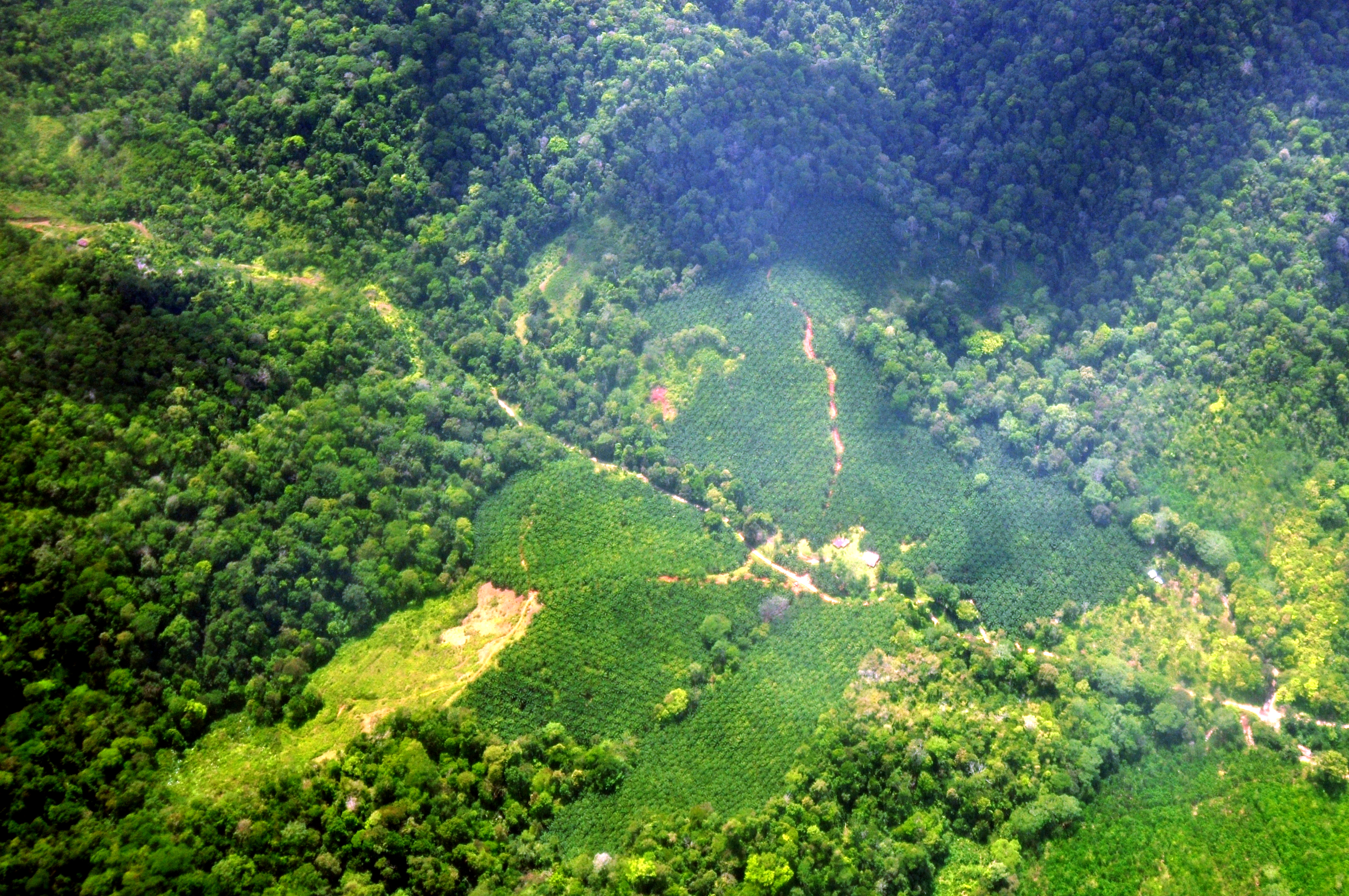
جنگل‌زدایی جنگل‌های گرمسیری برای مزارع نخل روغنی در کاستاریکا

مصرف سرزمین (به انگلیسی: Land consumption) به عنوان بخشی از مصرف منبع انسانی عبارت است از تبدیل زمین با خاک سالم و زیستگاه‌های دست‌نخورده به مناطقی برای کشاورزی صنعتی، راه‌سازی و به ویژه سکونتگاه‌های انسانی شهری. به‌طور رسمی‌تر، EEA سه فعالیت مصرف‌کننده زمین را شناسایی کرده‌است:
1. گسترش منطقه ساخته‌شده که می‌تواند به‌طور مستقیم اندازه‌گیری شود.
2. وسعت مطلق زمینی که در معرض بهره‌برداری کشاورزی، جنگلداری یا سایر فعالیت‌های اقتصادی است و
3. بهره‌برداری بی‌رویه از زمین‌هایی که برای کشاورزی و جنگلداری استفاده می‌شود.

از همه این جنبه‌ها، مصرف زمین معادل کاربری معمول سرزمین در مناطق و تمدن‌های صنعتی است.

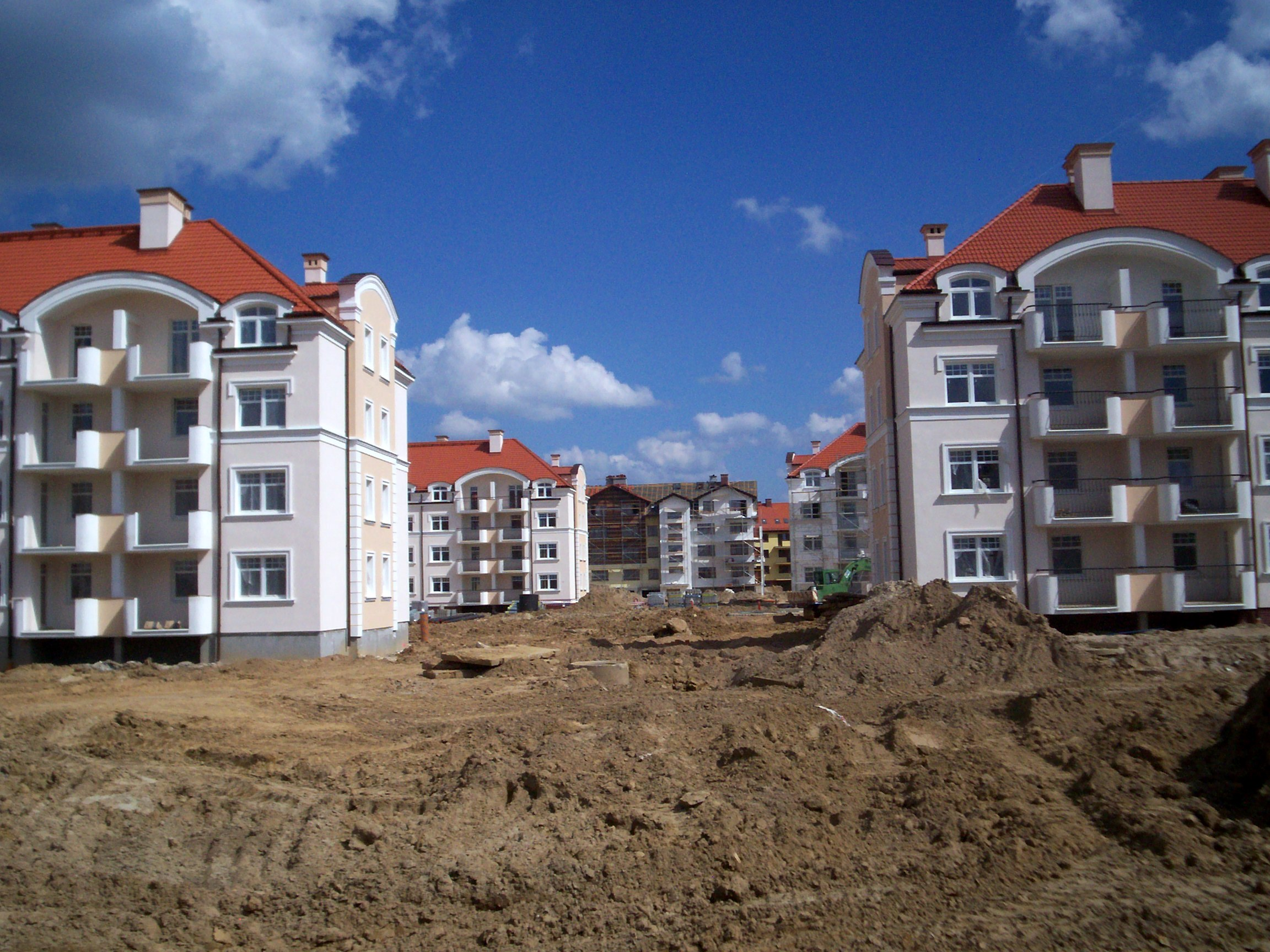
ساخت‌وساز ساختمان در اولشتین، لهستان